# 사리원급 초계함
사리원급 코르벳(Sariwon class corvette)는 조선민주주의인민공화국 해군의 초계함(코르벳함)이다. 구소련에서 설계된 코르벳으로 조선민주주인민공화국이 사용을 한다. 이것들은 구 소련의 트랄급 기뢰제거선으로 설계되었지만, 1960년대 조선민주주의인민공화국에서 제작되어, 성능 보강을 통해 현재는 5척의 코르벳이 운용 중이다.

## 같이 보기
- 조선민주주의인민공화국 해군의 함정 목록